# T-Mobile Arena (Paradise)
Die T-Mobile Arena ist eine Multifunktionsarena in der US-amerikanischen Stadt Paradise, südlich von Las Vegas, im Bundesstaat Nevada. Die Halle entstand nahe dem Las Vegas Strip zwischen dem New York-New York Hotel & Casino und dem Park MGM und kostete 375 Mio. US-Dollar. Der Eigentümer ist das Joint Venture Las Vegas Arena Company, an dem die Anschutz Entertainment Group (AEG) und MGM Resorts International je zur Hälfte beteiligt sind. Das Eishockey-Franchise der Vegas Golden Knights (deutsch Goldene Ritter) aus der National Hockey League (NHL) trägt seit 2017 in der Arena seine Spiele aus. Angelehnt daran trägt die Halle den Spitznamen The Fortress (deutsch Die Festung).

## Geschichte
Einen ersten Anlauf zum Bau einer neuen Arena in Las Vegas machte die Harrah’s Entertainment Inc., ein Betreiber von Casinos und Hotels, in Zusammenarbeit mit der Anschutz Entertainment Group, im Jahr 2007. Es wurde eine Halle mit 20.000 Plätzen hinter den Casino-Hotel-Komplexen Bally’s und Paris für 500 Mio. US-Dollar geplant. Mit der Arena wollte man ein Basketballmannschaft der NBA oder ein Eishockeyteam der NHL in die Stadt zu holen. Durch den Buy-out der Harrah’s Entertainment Inc., kam es nicht dazu. Die ursprünglichen Projektpläne sahen den Baubeginn im Jahr 2008 vor. Die Fertigstellung sollte 2010 gefeiert werden. Bis zum Januar 2009 lag aber noch keine Verkehrsstudie vor, obwohl der Bauplatz an einer belebten Straßenkreuzung liegt.
Zu einer Änderung der Pläne kam es 2010, in dem der Standort der Arena hinter das Imperial Palace verlegt werden sollte. Dieses Vorhaben scheiterte an der Ablehnung des Clark County für einer Steuererhöhung zur Finanzierung. Man hatte kein Interesse die fünfte Arena im Großraum Las Vegas zu finanzieren. Die Las Vegas Arena Foundation stoppte ihre Bemühungen im Juni 2010.
Am 1. März 2013 gaben die Anschutz Entertainment Group (AEG) und MGM Resorts International den gemeinsamen Bau einer privatfinanzierten Mehrzweckveranstaltungshalle in Las Vegas bekannt. Der Start der Bauarbeiten erfolgte am 1. Mai 2014 durch den ersten Spatenstich. Für die Finanzierung der 375 Mio. US-Dollar teuren Arena steuerte MGM und AEG jeweils 75 Mio. US-Dollar bei. Die restlichen 225 Mio. US-Dollar werden durch Kredite abgedeckt. Der größte Kreditgeber ist dabei die Bank of America.
Der anfänglich Las Vegas Arena benannte Bau bietet je nach Veranstaltung bis zu 20.000 Plätze. Rund 100 bis 150 Veranstaltungen werden jährlich zur Auslastung der Multifunktionsarena angestrebt. Neben den Spielen der Profisportmannschaft finden Konzerte, Familienshows, Preisverleihungen, Mixed Martial Arts (wie die UFC), Boxen, College-Basketball-Spiele und Eishockeyturniere sowie weitere Sportarten einen Platz in der Halle. Die Veranstaltungsstätte verfügt über 50 Luxus-Suiten und 25 Luxus-Logen sowie großräumige Clubs. Der letzte Stahlträger wurde am 27. Mai 2015 verbaut. Das 25 Fuß (7,62 m) lange Bauteil wurde feierlich an seinen Platz gesetzt. Zuvor schrieben die beteiligten Bauarbeiter ihre Namen auf das Bauteil.
Anfang Januar 2016 wurde das Telekommunikationsunternehmen T-Mobile US für jährlich 5,5 Mio. Euro über zehn Jahre Namenssponsor der Multifunktionsarena. Am 31. März 2016 fand ein Soft Opening mit einem Privatkonzert der Country-Sängerinnen Martina McBride und Cam statt. Mit dem Grand Opening wurde die Arena am 6. April 2016 mit den Konzerten der US-amerikanischen Rockband The Killers, Entertainer Wayne Newton und dem Sänger Shamir eröffnet.
Als ein Standbein für den Unterhalt und die Wirtschaftlichkeit der T-Mobile Arena wurde der Umzug einer Profisportmannschaft in die Arena vorangetrieben. Die Stadt Las Vegas bewarb sich neben dem kanadischen Québec mit dem Centre Vidéotron um ein Expansion-Team der National Hockey League (NHL) ab der Saison 2017/18. Mitte Juni 2016 wurde bekannt, dass das neue Franchise nach Las Vegas vergeben werden soll. Die offizielle Bekanntgabe fand am 22. Juni 2016 statt. Für die Aufnahme als 31. Team der Liga zahlte Investor Bill Foley 500 Mio. US-Dollar (450 Mio. Euro). Bei der letzten Ligaaufstockung 2000 zahlten die Columbus Blue Jackets und Minnesota Wild jeweils 70 Mio. US-Dollar.
Am 22. November 2016 bekam das neue NHL-Heimteam einen Namen. Seit Herbst 2017 bestreiten die Vegas Golden Knights ihre Liga-Partien in der T-Mobile Arena. Wie der Investor Bill Foley bekundete, gab es 14.000 Interessenten auf Dauerkarten für die 17.500 zur Verfügung stehenden Plätze.

## Veranstaltungen

### Sport
Die erste große Sportveranstaltung wurde am 7. Mai 2016 in einem Kampfabend mit dem WBC-Boxkampf im Mittelgewicht zwischen dem Mexikaner Saúl Álvarez und dem Brite Amir Khan ausgetragen. Álvarez siegte vor 16.540 Besuchern durch K. o. in der sechsten Runde.
Die WWE war am 19. Juni 2016 mit ihrer Wrestling-Veranstaltung WWE Money in the Bank in der Wüstenstadt zu Gast. Im Hauptkampf standen sich Seth Rollins und Roman Reigns im Duell um die WWE World Heavyweight Championship gegenüber. Rollins gewann den Kampf und Titel, verlor ihn aber gleich darauf an Dean Ambrose. Die Basketballnationalmannschaft der Vereinigten Staaten traf am 22. Juli 2016 in Vorbereitung auf die olympischen Sommerspiele auf Argentinien. Die USA siegte mit 111:74 gegen die Südamerikaner.
Am 7. und 8. Oktober 2016 gingen zwei NHL-Preseason-Spiele in der Arena über die Bühne. Zunächst duellierten sich bei der Frozen Fury die Dallas Stars und die Los Angeles Kings (4:2). Am Tag darauf waren die Colorado Avalanche (1:2 OT) vor 16.519 Besuchern Gegner der Kings. Unter dem Namen Frozen Fury fanden von 1997 bis 2015 jährlich Vorbereitungsspiele zwischen den LA Kings und den Colorado Avalanche in der MGM Grand Garden Arena statt. Da Las Vegas ab 2017 ein eigenes NHL-Team hat, wurde die Partie 2016 zum letzten Mal ausgetragen, diesmal in der T-Mobile Arena. Das NCAA-Eishockeyteam der UNLV Rebels (UNLV) traf am 9. Oktober 2016 auf die Arizona State Sun Devils (ASU). Die Rebels siegten mit 3:2. Die Los Angeles Lakers empfingen am 13. und 15. Oktober zu zwei NBA-Preseason-Spiele die Sacramento Kings (104:116) und die Golden State Warriors (107:112).
Vom 2. bis 6. November 2016 trug die Professional Bull Riders die PBR World Finals aus. Der Sieger war Cooper Davis. Er gewann neben dem Titel eine Mio. US-Dollar. Am 19. November 2016 trafen zum Weltmeisterschafts-Boxkampf im Halbschwergewicht der Russen Sergei Kowaljow und der US-Amerikaner Andre Ward aufeinander. Beide Boxer waren bis zu diesem Kampf ungeschlagen. Andre Ward bezwang vor 13.310 Zuschauern Kowaljow durch einen einstimmigen (114:113, 114:113, 114:113), aber umstrittenen Punktsieg und wurde Weltmeister der WBA, der IBF und der WBO.
Am 26. August 2017 fand in der Arena der Boxkampf zwischen Floyd Mayweather Jr. und Conor McGregor statt. 20.000 Besucher konnten den Kampf in der Arena miterleben, wobei die Eintrittskarten im Durchschnitt 3.750 US-Dollar kosteten. Ihr erstes Heimspiel der Regular Season trugen die Vegas Golden Knights am 10. Oktober 2017 in der Arena gegen die Arizona Coyotes (5:2) aus.

### Ultimate Fighting Championship
Mit der Eröffnung wechselte die Ultimate Fighting Championship (UFC) mit seinen Veranstaltungen in Las Vegas vom MGM Grand Garden Arena in die neue Arena. Der erste Kampfabend UFC 200: Tate vs. Nunes fand im Juli 2016 statt.
- 9. Juli 2016: UFC 200: Tate vs. Nunes (18.202 Zuschauer)[29]
- 20. Aug. 2016: UFC 202: Diaz vs. McGregor 2 (15.539 Zuschauer)[30]
- 30. Dez. 2016: UFC 207: Nunes vs. Rousey (18.533 Zuschauer)[31]
- 4. Mär. 2017: UFC 209: Woodley vs. Thompson 2 (13.150 Zuschauer)[32]
- 8. Juli 2017: UFC 213: Romero vs. Whittaker (12.834 Zuschauer)[33]
- 6. Okt. 2017: UFC 216: Ferguson vs. Lee (10.638 Zuschauer)[34]
- 30. Dez. 2017: UFC 219: Cyborg vs. Holm (13.561 Zuschauer)[35]
- 3. Mär. 2018: UFC 222: Cyborg vs. Kunitskaya (12.041 Zuschauer)[36]

### Konzerte
Einen großen Platz im Veranstaltungskalender der T-Mobile Arena nehmen Konzerte ein. Nach den Eröffnungsveranstaltungen mit Martina McBride und Cam sowie The Killers, Wayne Newton und Shamir traten u. a. die Dixie Chicks, Imagine Dragons, U2, Sting, The Rolling Stones, Gwen Stefani, Barbra Streisand, Coldplay, Tears for Fears, Pink, Kanye West, Usher, Jennifer Lopez, Marilyn Manson, Madonna, Garth Brooks & Trisha Yearwood, Stevie Wonder, Pitbull, Sia, OneRepublic, Ariana Grande, Billy Joel, Carrie Underwood, Prince Royce, Lukas Graham, Laura Pausini, George Strait, Drake, Guns n’ Roses, Lita Ford, Twenty One Pilots, Kesha, Easton Corbin, Britney Spears, Céline Dion, Gente de Zona, Alice in Chains, Billy Idol, Nicki Minaj, DNCE, Los Fabulosos Cadillacs, Backstreet Boys, Alessia Cara, Blake Shelton, Sam Hunt, Marc Anthony, Zedd, Troye Sivan, Shawn Mendes, Demi Lovato, Nick Jonas, Fonseca, Meghan Trainor, Steven Tyler, Go-Go’s, Slipknot, Sabrina Carpenter, Of Mice & Men, J Balvin, Carlos Vives, Five Finger Death Punch, Rihanna, Wisin y Yandel, Gerardo Ortíz, Shinedown, Justin Bieber, Cage the Elephant, Sixx:A.M. und Fifth Harmony auf. Am 22. März 2024 soll Bruce Springsteen mit seiner E Street Band in der T-Mobile Arena auftreten.

### Shows
Am 19. April 2016 machte die Basketball-Showtruppe der Harlem Globetrotters auf ihrer World Tour 2016 zum 90. Jubiläum Station in der T-Mobile Arena. Die Billboard Music Awards wurden am 22. Mai 2016 in der T-Mobile Arena verliehen. Der kanadische R&B-Musiker The Weeknd wurde acht Mal ausgezeichnet. Die britische Sängerin Adele gewann fünf Preise, darunter den wichtigsten als Top Artist. Bei der Wahl zur Miss USA 2016 am 5. Juni wurde die Soldatin Deshauna Barber zur Siegerin gekürt. Am 21. Juli 2017 fand die Verleihung der NHL Awards in Las Vegas statt.

## Galerie

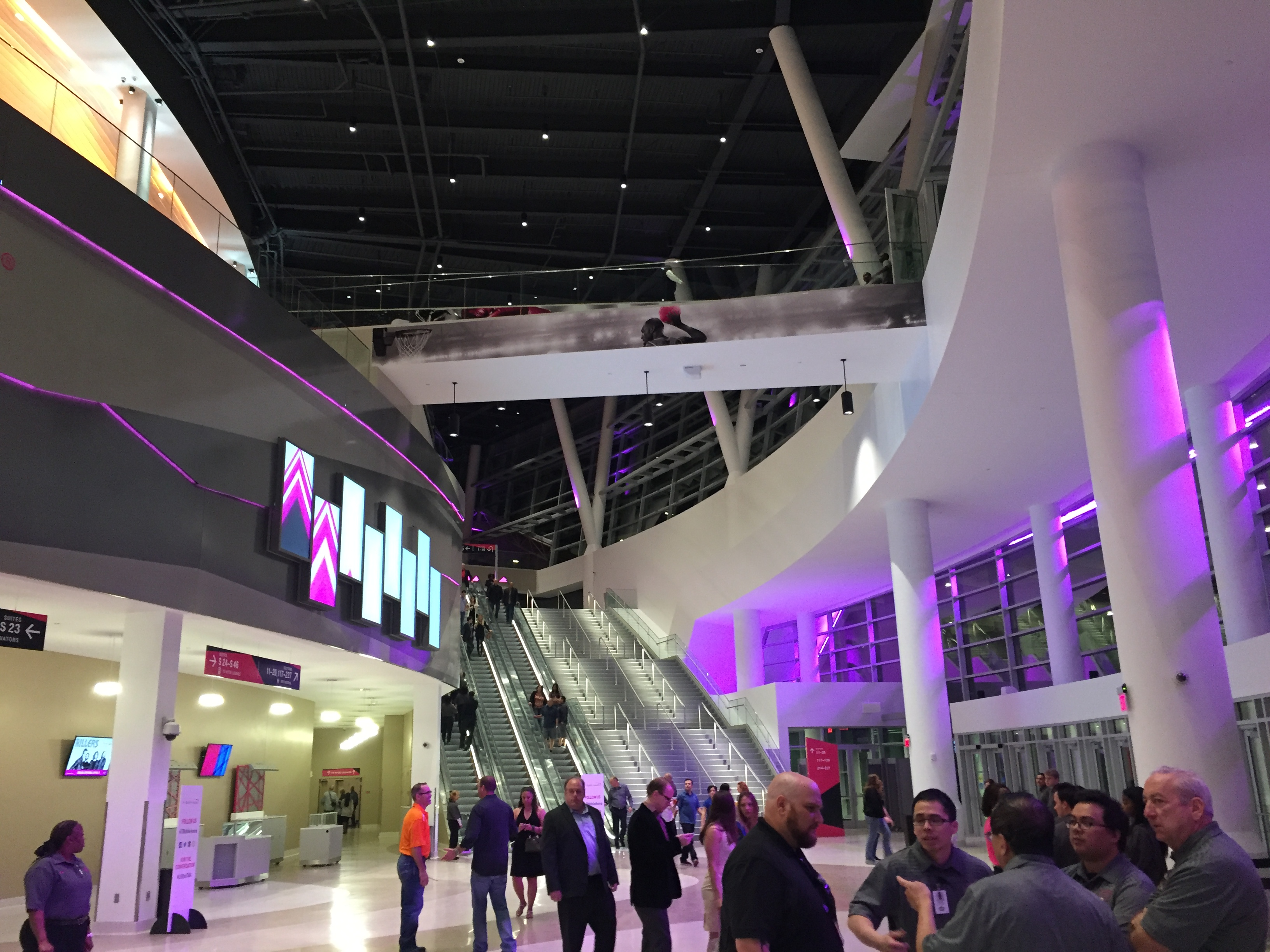
Im Eingangsbereich der Arena (März 2016)
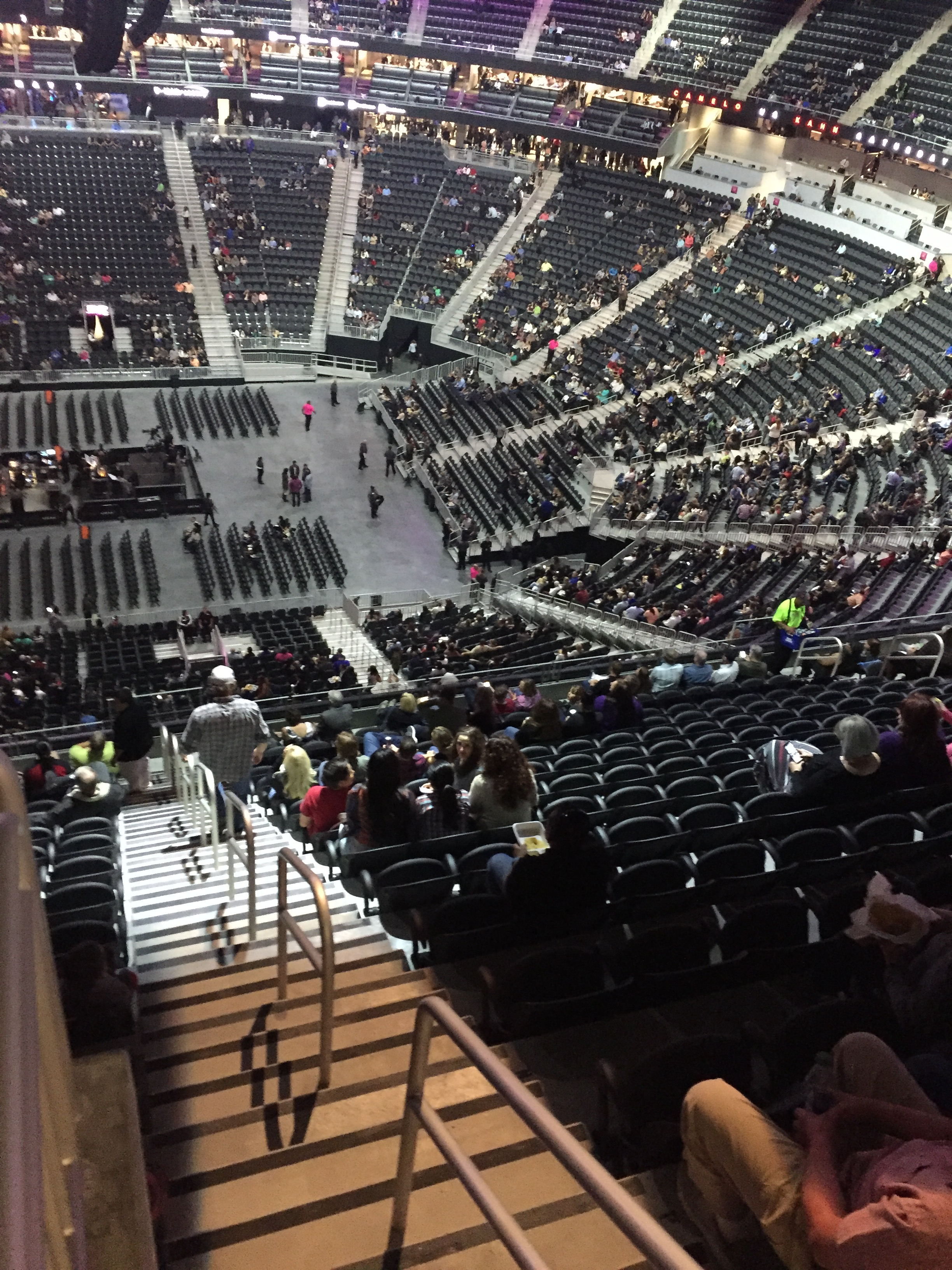
Blick vom Oberrang in die Halle (März 2016)
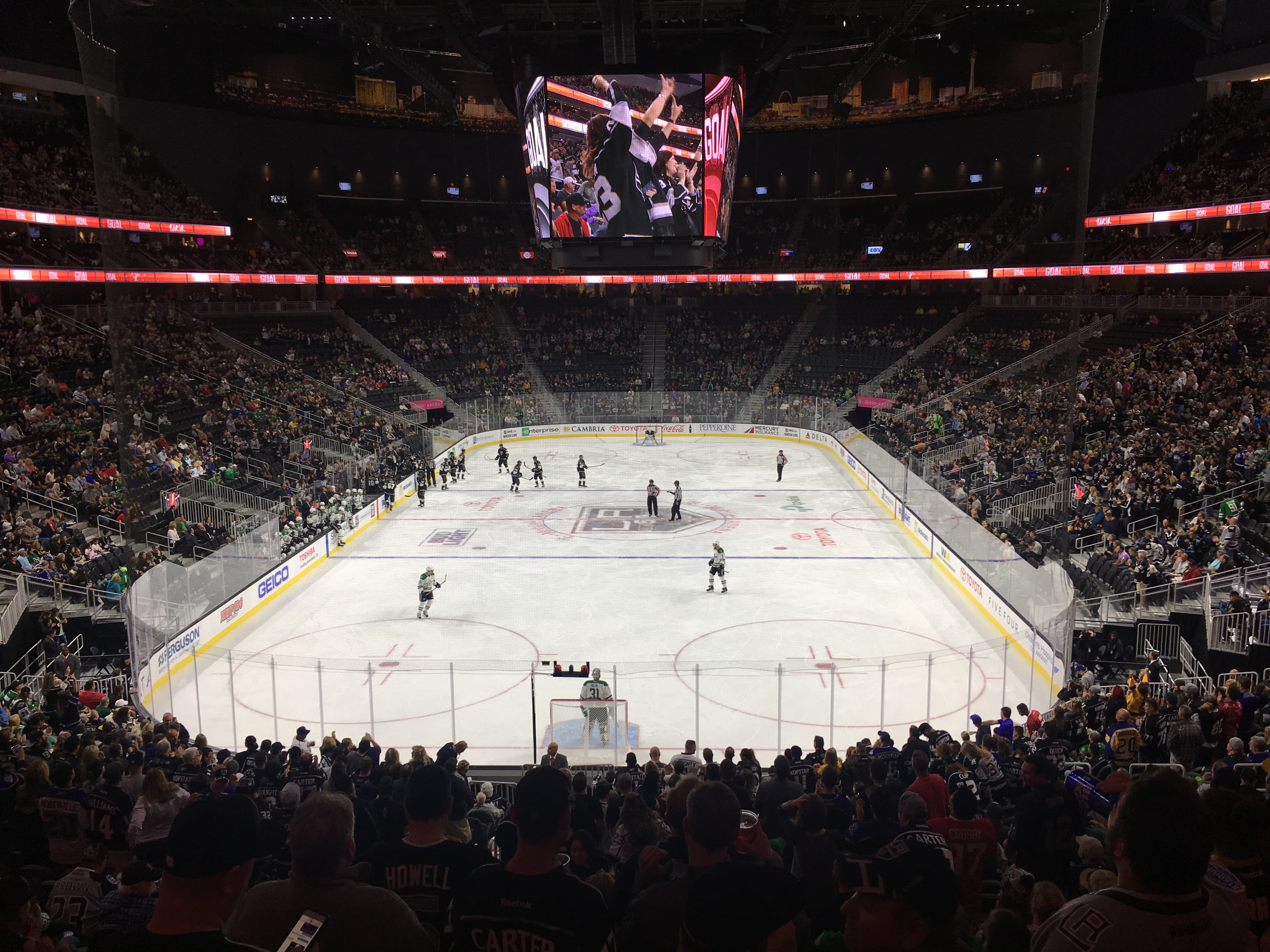
Die Arena mit Eisfläche im Oktober 2016 bei dem Spiel Frozen Fury XVIII zwischen den Los Angeles Kings und den Dallas Stars (3:6)
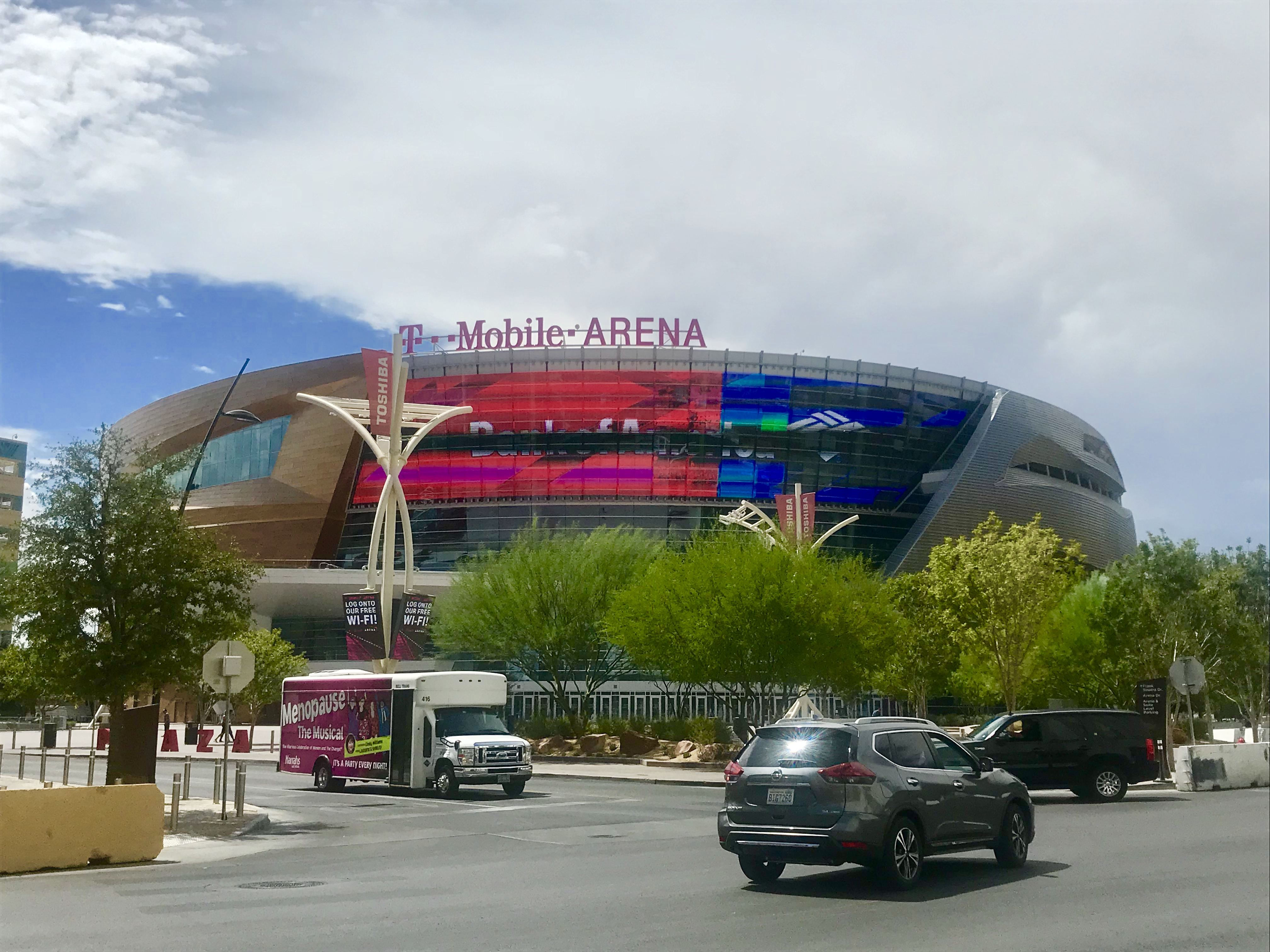
Die Arena im September 2018
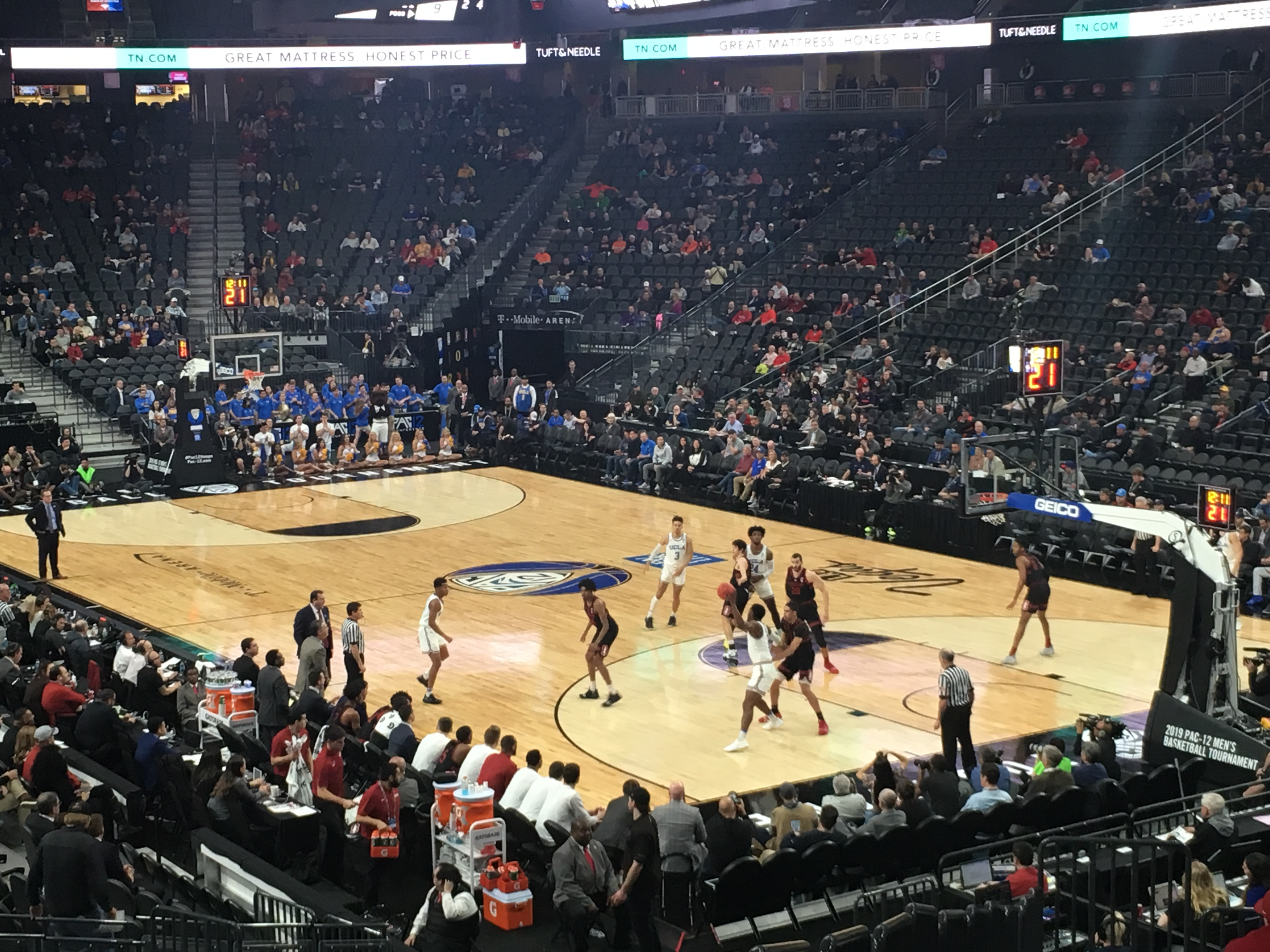
Spiel der ersten Runde im NCAA-Pac-12 Men’s Basketball Tournament 2019 der UCLA Bruins gegen die Stanford Cardinal (79:72)